# いつも何処かで
『いつも何処かで』（いつもどこかで）は、桑田佳祐の4作目のベスト・アルバム。2022年11月23日にCD・ダウンロード配信・ストリーミングで発売。発売元はタイシタレーベル / SPEEDSTAR RECORDS。

## 背景
サザンオールスターズのデビュー44周年となる2022年6月25日に「Sustainable Development Goals（持続可能な開発目標）」の略であるSDGs（エスディージーズ）をもじった「SKGs（Sustainable Kuwata Keisuke’s Goals）～ソロ活動35年!!“音楽人”桑田佳祐の持続可能な目標～」を発表した。発表された内容はソロデビュー35周年を迎える桑田が「音楽人」として持続可能な目標5つを打ち立てられていた。同年9月3日に自身のラジオ番組『桑田佳祐のやさしい夜遊び』（TOKYO FM）で「SKGs」の言葉の真意に迫った発表が放送され、翌日の4日に本作の発売とライブツアー『LIVE TOUR 2022「お互い元気に頑張りましょう!!」』が開催されることがメディアを通して発表された。自身のアルバムとしては『ごはん味噌汁海苔お漬物卵焼き feat. 梅干し』以来となる1年ぶりで、ベスト・アルバムとしては2012年に発売された『I LOVE YOU -now & forever-』以来となる約10年ぶりとなる。

## 音楽性
収録曲に関しては桑田がソロデビュー35周年を迎えた同年10月6日にメディアを通して発表され、『I LOVE YOU -now & forever-』とは異なり、本作はKUWATA BANDの楽曲も収録されている。本作の選曲に関しては桑田自身が行っている。シングル表題曲では「真夜中のダンディー」、「祭りのあと」、「東京」、「本当は怖い愛とロマンス」、「君への手紙」などが未収録となっている。

## リリース・アートワーク
本作は初回限定盤A・B・C・Dと通常盤の5形態で発売され、初回限定盤にはスペシャルTシャツが付属となる。なお、スペシャルTシャツのサイズは、初回限定盤AがSサイズ、BがMサイズ、CがLサイズ、DにはXLサイズがそれぞれ付属となる。Tシャツのタイトルは「Anytime, Any-wear Tシャツ」と名付けられ、由来は「いつも=Anytime / 何処でも=Any (where) / 着られる=wear」である。桑田の撮り下ろし写真がプリントされ、撮影場所は桑田がレコーディングをしているビクタースタジオがある千駄ヶ谷で行われ、Tシャツのタグにはサザンのプライベートレーベルであるタイシタレーベルのロゴが入っている。
本作と10月に発売された原由子のオリジナル・アルバム『婦人の肖像 (Portrait of a Lady)』の2か月連続リリースを記念して、両方の作品の購入者を対象にしたW購入者キャンペーンが行われ、応募者全員に、スペシャルブックレット『これからも、お互い元気に頑張りましょう!!』が2023年3月上旬に発送・プレゼントされ、桑田が原の『婦人の肖像（Portrait of a Lady）』を、原が桑田の『いつも何処かで』を語るインタビュー2本が掲載されている。
同年10月26日には本作に収録されている「なぎさホテル」の詳細と共にジャケットが公開され、「何気ない日常のなかで撮られた笑顔の女性が、ほのかな希望を感じさせる。"いつも何処かで"繰り広げられているありふれた日常。その延長線上にある幸せを音楽とともに噛みしめる。」をコンセプトとしたデザインとなっている。
本作に収録の「時代遅れのRock'n'Roll Band」から得られる収益の一部は、困難に直面している世界中の子供たちの未来といのちを守るため、「セーブ・ザ・チルドレン」に寄付される。

## プロモーション
2022年10月6日に収録曲の公開と合わせて、桑田が所属するJVCケンウッド・ビクターエンタテインメントから桑田へ感謝をする映像が公開され、渋谷スクランブル交差点のビジョンや新幹線、高速道路入り口の電光掲示板などに感謝の言葉が映し出され、ビクタースタジオには感謝の言葉の垂れ幕が降りる様子が映し出されている。この映像はCG加工であるが、渋谷のスクランブル交差点近くにあるシブハチヒットビジョン、シンクロ6シブヤヒットビジョンでは実際に35周年のお祝い映像が同日限定で放映された。
本作のCMは全6種類で、桑田の過去の楽曲のミュージック・ビデオで制作されている。このCMはテレビ・YouTube・SNS・街頭ビジョンで放送される。
本作の発売日である2022年11月23日発行の『朝日新聞』の全国版の朝刊にて、「桑田新聞」と題した広告特集記事が展開された。全3面フルカラーで展開される本企画は、2022年から2023年初頭までの桑田の活動および「SKGs」の成果を追った記事をはじめ、美術批評家の山内宏泰による本作のアートワーク評、人類学者の中沢新一、編集者の渡辺祐による桑田の考察コラム、開催中の全国ツアー『お互い元気に頑張りましょう!!』のライブ評、さらには伊集院静からの特別寄稿などで構成されている。
2022年11月25日に放送されたテレビ朝日系列の音楽番組『ミュージックステーション』では、「平和の街」と「なぎさホテル」の楽曲披露に併せて、VTR企画として「ヒット曲と共に振り返る、35年間の桑田佳祐ヒストリー!」と題した内容が企画され、ソロ35年間の桑田の歴史を映像とともに放送された。

### テレビ披露
| 放送日         | 番組名                                                                              | 放送局     | 披露曲 | 出典          |
| -------------- | ----------------------------------------------------------------------------------- | ---------- | --- | ------------- |
| 2022年11月24日 | NHK MUSIC 桑田佳祐 LIVE SPECIAL「クローズアップ佳祐～桑子じゃないよ、桑田だよ!!～」 | NHK        | 「MERRY X'MAS IN SUMMER」 「悲しい気持ち (JUST A MAN IN LOVE)」 「明日晴れるかな」 「SMILE〜晴れ渡る空のように〜」 「Soulコブラツイスト〜魂の悶絶」など | [ 21 ]        |
| 2022年11月25日 | ミュージックステーション                                                            | テレビ朝日 | 「平和の街」 「なぎさホテル」 | [ 22 ]        |
| 2022年12月31日 | 第73回NHK紅白歌合戦                                                                 | NHK        | 「朝起きたら…」（小林万里子）の替え歌 「夜空の星」（加山雄三） 「時代遅れのRock'n'Roll Band」                                                           | [ 23 ] [ 24 ] |

## ツアー
本作を引っ提げ、2022年11月2日から12月17日まで5大ドームを含む全国6都市（札幌・仙台・東京・名古屋・大阪・福岡）で行う全国ツアー『LIVE TOUR 2022「お互い元気に頑張りましょう!!」supported by SOMPOグループ』、さらに同ライブの追加公演として同年12月28日・30日・31日の3日間、横浜アリーナにてワンマンライブ『桑田佳祐 LIVE TOUR 2022「年末も、お互い元気に頑張りましょう!!」supported by SOMPOグループ』がそれぞれ開催された。

## 収録曲
- 初回限定盤・通常盤共通収録。既発曲の解説は各収録作品を参照のこと。

### DISC1
1. 若い広場（4:20）
（作詞・作曲：桑田佳祐 / 編曲：桑田佳祐 & 片山敦夫 / 弦編曲：片山敦夫[28]）
2017年発売の5枚目アルバム『がらくた』収録曲[28]。
2. いつか何処かで (I FEEL THE ECHO)（5:21）
（作詞・作曲：桑田佳祐 / 編曲：小林武史 with 桑田佳祐、藤井丈司[29]）
1988年発売の2枚目シングル[29]。
3. 波乗りジョニー（4:29）
（作詞・作曲・編曲：桑田佳祐 / 管編曲：山本拓夫 / 弦編曲：島健[30]）
2001年発売の6枚目シングル[30]。
4. ほととぎす［杜鵑草］（5:45）
（作詞・作曲：桑田佳祐 / 編曲：桑田佳祐 & 片山敦夫[31]）
アルバム『がらくた』収録曲[31]。
5. 明日へのマーチ（3:33）
（作詞・作曲・編曲：桑田佳祐[32]）
2011年発売の14枚目シングル「明日へのマーチ/Let's try again 〜kuwata keisuke ver.〜/ハダカ DE 音頭 〜祭りだ!! Naked〜」収録曲[32]。
6. 可愛いミーナ（5:26）
（作詞・作曲・編曲：桑田佳祐 / 弦編曲：島健[33]）
2002年発売の8枚目シングル「東京」カップリング曲[33]。
7. 悲しい気持ち (JUST A MAN IN LOVE)（3:56）
（作詞・作曲：桑田佳祐 / 編曲：小林武史 with 桑田佳祐、藤井丈司[34]）
1987年発売のソロデビューシングル[34]。
8. JOURNEY（5:33）
（作詞・作曲：桑田佳祐／編曲：桑田佳祐、小倉博和[35]）
1994年発売の2枚目アルバム『孤独の太陽』収録曲[35]。
9. Soulコブラツイスト〜魂の悶絶（4:33）
（作詞・作曲：桑田佳祐 / 編曲：桑田佳祐 & 片山敦夫 / 弦・菅編曲：片山敦夫[36]）
2021年発売の3作目配信シングル[36]。
10. 君にサヨナラを（4:49）
（作詞・作曲・編曲：桑田佳祐 / 弦編曲：佐橋佳幸[37]）
2009年発売の12枚目シングル[37]。
11. MERRY X'MAS IN SUMMER（5:05）
（作詞：桑田佳祐 / 作曲・編曲：KUWATA BAND[38]）
1986年発売のKUWATA BANDの2枚目シングル[38]。
12. 風の詩を聴かせて（4:59）
（作詞・作曲・編曲：桑田佳祐[39]）
2007年発売の10枚目シングル[39]。
13. SMILE〜晴れ渡る空のように〜（5:21）
（作詞・作曲：桑田佳祐 / 編曲：桑田佳祐 & 片山敦夫[40]）
2021年発売の1作目配信シングル[40]。
14. 平和の街（4:20）
（作詞・作曲：桑田佳祐 / 編曲：桑田佳祐 & 片山敦夫[41]）
本人出演のSOMPOグループ CMソング[42]。
楽曲制作は2022年2月から行われ、歌詞には明るく前向きなメッセージが込められている[42][43]。サウンドは前回の同CMソングとして使用された「金目鯛の煮つけ」の哀愁漂う雰囲気と異なり、1970年代の洋楽パワーポップサウンドを彷彿させる楽曲となっている[43]。
2022年4月15日からCMが放送され、翌日の16日に放送された『桑田佳祐のやさしい夜遊び』でフルバージョンが初オンエアされた[42]。この時点では発売未定となっており[42]、上記の9月4日の発表で本楽曲が収録されることが発表された[5]。
2023年4月15日に放送された『桑田佳祐のやさしい夜遊び』でライブ・ビデオ『お互い元気に頑張りましょう!! -Live at TOKYO DOME-』よりライブ音源がオンエアされ、その臨場感とライブならではの熱量が詰まった音源に、Twitterのトレンドに「桑田さん」という言葉が入るなどSNSでは盛り上がりを見せた[44]。同年4月17日より全国のラジオ局で同ライブ音源のオンエアが開始された[44]。同年4月19日には東京ドームで本楽曲を演奏した模様がライブMVとしてYouTubeに公開された[45]。
15. DEAR MY FRIEND（4:30）
（作詞・作曲・編曲：桑田佳祐 / 弦編曲：斎藤ネコ[46]）
2008年発売の映像作品『桑田さんのお仕事 07/08 〜魅惑のAVマリアージュ〜』付属CDの収録曲[46]。
16. NUMBER WONDA GIRL～恋するワンダ～（4:27）
（作詞・作曲・編曲：桑田佳祐[47]）
シングル「風の詩を聴かせて」カップリング曲[47]。
17. 誰かの風の跡（4:49）
（作詞・作曲：桑田佳祐 / 編曲：小林武史 with 桑田佳祐、藤井丈司[48]）
1988年発売の1枚目アルバム『Keisuke Kuwata』収録曲[48]。

### DISC2
1. 時代遅れのRock'n'Roll Band（4:14）
（作詞・作曲・編曲：桑田佳祐[49]）
2022年発売の桑田佳祐 feat. 佐野元春, 世良公則, Char, 野口五郎のチャリティー配信シングル[49]。
2. 明日晴れるかな（5:17）
（作詞・作曲・編曲：桑田佳祐 / 弦・管編曲：島健[50]）
2007年発売の9枚目シングル[50]。
3. 鏡（3:14）
（作詞・作曲：桑田佳祐 / 編曲：桑田佳祐、小倉博和[51]）
アルバム『孤独の太陽』収録曲[51]。
4. Yin Yang（3:45）
（作詞・作曲・編曲：桑田佳祐[52]）
2013年発売の15枚目シングル「Yin Yang/涙をぶっとばせ!!/おいしい秘密」収録曲[52]。
5. 銀河の星屑（4:23）
（作詞・作曲・編曲：桑田佳祐[53]）
2011年発売の4枚目アルバム『MUSICMAN』収録曲[53]。
6. ダーリン（4:40）
（作詞・作曲・編曲：桑田佳祐 / 弦編曲：桑田佳祐・片山敦夫 / 管編曲：桑田佳祐・山本拓夫[54]）
2007年発売の10枚目シングル[54]。
7. BAN BAN BAN（4:41）
（作詞・作曲：桑田佳祐 / 編曲：KUWATA BAND[55]）
1986年発売のKUWATA BANDのデビューシングル[55]。
8. 月（4:45）
（作詞・作曲：桑田佳祐 / 編曲：桑田佳祐 & 小倉博和[56]）
1994年発売の4枚目シングル[56]。
9. 炎の聖歌隊 ［Choir］（3:53）
（作詞・作曲：桑田佳祐 / 編曲：桑田佳祐 & 片山敦夫[57]）
2021年発売の2作目配信シングル[57]。
10. ヨシ子さん（4:51）
（作詞・作曲：桑田佳祐 / 編曲：桑田佳祐 & 片山敦夫[58]）
2016年発売の16枚目シングル[58]。
11. 現代東京奇譚（5:05）
（作詞・作曲・編曲：桑田佳祐 / 弦・管編曲：斎藤ネコ[59]）
シングル「ダーリン」カップリング曲[59]。
12. 100万年の幸せ!!（4:41）
（作詞：さくらももこ / 作曲・編曲：桑田佳祐[60]）
2012年発売の3枚目ベスト・アルバム『I LOVE YOU -now & forever-』収録曲[60]。
13. ROCK AND ROLL HERO（4:41）
（作詞・作曲：桑田佳祐 / 英語補作詞：Tommy Snyder / 編曲：桑田佳祐 & THE BALDING COMPANY / 管編曲：山本拓夫[61]）
2002年発売の3枚目アルバム『ROCK AND ROLL HERO』収録曲[61]。
14. それ行けベイビー!!（3:21）
（作詞・作曲・編曲：桑田佳祐[62]）
アルバム『MUSICMAN』収録曲[62]。
15. 白い恋人達（4:42）
（作詞・作曲・編曲：桑田佳祐 / 弦&管編曲：島健[63]）
2001年発売の7枚目シングル[63]。
16. EARLY IN THE MORNING 〜旅立ちの朝〜（5:02）
（作詞・作曲・編曲：桑田佳祐[64]）
2010年発売の13枚目シングル「本当は怖い愛とロマンス」のカップリング曲[64]。
17. 傷だらけの天使（4:10）
（作詞・作曲・編曲：桑田佳祐 / 弦編曲：片山敦夫 / 管編曲：山本拓夫[65]）
アルバム『MUSICMAN』収録曲[65]。
18. なぎさホテル（4:38）
（作詞・作曲：桑田佳祐 / 編曲：桑田佳祐 & 片山敦夫[66]）
本人出演のユニクロ「Life Wear/ヒートテック 夜の遊園地編」CMソング[67]。
すでに「平和の街」と「時代遅れのRock'n'Roll Band」が新曲として存在していた中で、スタッフから「新曲を一曲」といった要望があったことを受けて制作された[68]。楽曲は海風香る情景とあふれる恋心を描いたポップバラードで、神奈川県逗子市で1926年から1988年まで営業していた「逗子なぎさホテル」から名付けられた[15][69]。桑田はホテルの存在を最近知り、楽曲の着想を得ている。桑田は湘南の海の情景をモチーフにして、桑田の家族、友人、仲間、ファンなどへの感謝の気持ちを込めたという[69]。また、佐野元春のアルバム『今、何処 (WHERE ARE YOU NOW)』に収録された楽曲の「クロエ」を聴いて感銘を受けたことも本楽曲の歌詞に影響を与えている[70]。
2011年に伊集院静が発表した同名タイトルの自伝的随筆があり、桑田は本楽曲の完成後に読み、歌詞と文章に同じ表現があるなど、不思議とリンクしたことに感嘆したという。また、桑田は以前から交流があった伊集院に本楽曲のことを手紙で報告した。すでに返信は届いており、伊集院は本楽曲を喜んでくれたという[69]。
2022年10月6日に発表された本作の収録内容の時点では未公表であったが[8]、同年10月26日にタイアップ内容と併せてメディアに公表された[67]。2022年10月29日に放送された『桑田佳祐のやさしい夜遊び』でフルバージョンが初オンエアされ、同時に本作の特設サイトに歌詞が公開された[71]。
本作の発売日である11月23日の午前0時にミュージック・ビデオ (MV) が自身のYouTubeチャンネルにて公開され、公開される前まではMVの一部を先行して視聴できるスポット映像が公開されていた[17]。MVの内容は歌詞にある「水のないプール」のセットが再現され、「なぎさホテル」が賑わっていた頃のその時代、その場所にいた人の記憶の断片を映像化させたような作品になっている。なお、MVは桑田自身が演出の細部までこだわって制作されている[19]。また、ギタリストとしてGLIM SPANKYの亀本寛貴が出演している[72]。

## 参加ミュージシャン
- 既発曲の参加ミュージシャンに関しては、各収録作品を参照のこと。
- 平和の街[41]
  - 桑田佳祐：Vocal, Electric Guitar, Bass, Tambourine, Hand Claps, Backing Vocal
  - 片山敦夫：Synth-Bass, Piano, Synthesizer
  - 斎藤誠：Electric Guitar
  - 401stオールスターズ：Hand Clap, Backing Vocal
  - 曽我淳一：Rhythm & Computer Programming
- 時代遅れのRock'n'Roll Band[49]
  - 桑田佳祐：Vocal, Acoustic & Electric Guitars, Bass, Tambourine, Backing Vocal
  - 佐野元春：Vocal, Backing Vocal
  - 世良公則：Vocal, Backing Vocal
  - Char：Vocal, Electric Guitar, Backing Vocal
  - 野口五郎：Vocal, Backing Vocal
  - 斎藤誠：Electric Guitar
  - 原由子：Electric Piano
  - 曽我淳一：Organ, Rhythm & Computer Programming
- なぎさホテル[66]
  - 桑田佳祐：Vocal, Electric & Acoustic Guitars, Tambourine, Backing Vocal
  - 片山敦夫：Synth-Bass, Electric Piano, Synthesizer
  - 曽我淳一：Rhythm & Computer Programming

## ライブ映像作品
| 曲名         | 作品名                                            |
| ------------ | ------------------------------------------------- |
| 平和の街     | お互い元気に頑張りましょう!! -Live at TOKYO DOME- |
| なぎさホテル | お互い元気に頑張りましょう!! -Live at TOKYO DOME- |